# Credibom / LA Alumínios / Marcos Car
Das Team Credibom / LA Alumínios / Marcos Car ist eine portugiesische Radsportmannschaft mit Sitz in Seixal.
Die 1995 gegründete Mannschaft ist seit 2005 als UCI Continental Team lizenziert und nimmt vorrangig an den portugiesischen Rennen der UCI Europe Tour sowie Rennen des nationalen Kalenders teil. Seit 2011 sind mit Ausnahme der Saison 2017 ausschließlich potugiesische Fahrer

## Erfolge als Continental Team
| Rennserie                 | 2005 | 2006 | 2007 | 2008 | 2009 | 2010 | 2011 | 2012 | 2013 | 2014 | 2015 | 2016 | 2017 | 2018 | 2019 | 2020 | 2021 | 2022 | 2023 | 2024 |
| ------------------------- | ---- | ---- | ---- | ---- | ---- | ---- | ---- | ---- | ---- | ---- | ---- | ---- | ---- | ---- | ---- | ---- | ---- | ---- | ---- | ---- |
| UCI ProSeries             | -    | -    | -    | -    | -    | -    | -    | -    | -    | -    | -    | -    | -    | -    | -    | -    | -    | -    | -    | -    |
| UCI Continental Circuits  | 6    | -    | -    | 2    | -    | 1    | 3    | -    | 1    | 2    | -    | -    | 2    | -    | -    | -    | -    | -    | -    | -    |
| nationale Meisterschaften | -    | -    | 1    | -    | -    | -    | -    | -    | -    | -    | -    | -    | -    | -    | -    | -    | -    | -    | -    | -    |

## Platzierungen in UCI-Ranglisten
UCI-Weltrangliste
| World Ranking | World Ranking | World Ranking             | World Ranking |
| Jahr          | Teamwertung   | Einzelwertung             |               |
| ------------- | ------------- | ------------------------- | ------------- |
| 2016          | —             | Hernâni Broco (1258. )    |               |
| 2017          | —             | Edgar Pinto (845. )       |               |
| 2018          | —             | Nuno Almeida (2791. )     |               |
| 2019          | 204.          | António Barbio (2413. )   |               |
| 2020          | 145.          | Carlos Salgueiro (1015. ) |               |
| 2021          | 159.          | Carlos Salgueiro (1607. ) |               |
| 2022          | 181.          | João Medeiros (1530. )    |               |
| 2023          | 167.          | João Macedo (1446. )      |               |
| 2024          | 150.          | Gonçalo Leaça (957. )     |               |
|               |               |                           |               |
| Quelle: UCI   |               |                           |               |

UCI America Tour
| Saison    | Mannschaftswertung | Fahrerwertung        |
| --------- | ------------------ | -------------------- |
| 2009      | 19.                | Héctor Aguilar (49.) |
| 2010-2016 | -                  | -                    |

UCI Europe Tour
| Saison | Mannschaftswertung | Fahrerwertung              |
| ------ | ------------------ | -------------------------- |
| 2009   | 69.                | Constantino Zaballa (194.) |
| 2010   | 72.                | Hernâni Broco (316.)       |
| 2011   | 51.                | Hernâni Broco (125.)       |
| 2012   | 69.                | Hugo Sabido (91.)          |
| 2013   | 73.                | Edgar Pinto (138.)         |
| 2014   | 70.                | Edgar Pinto (104.)         |
| 2015   | 88.                | Hernâni Brôco (313.)       |
| 2016   | 74.                | Amaro Antunes (319.)       |
| 2017   | 97.                | Edgar Pinto (538.)         |
| 2018   | 143.               | Nuno Almeida (1864.)       |

UCI Oceania Tour
| Saison    | Mannschaftswertung | Fahrerwertung     |
| --------- | ------------------ | ----------------- |
| 2009      | 21.                | Hugo Sabido (61.) |
| 2010-2016 | -                  | -                 |